# 푸거가

푸거가(Fugger) 또는 푸거 가문은 중세 말기 독일 아우크스부르크의 호상(豪商)이다. 15세기부터 16세기에 걸친 야콥 푸거 때에 전성기를 맞아 유럽 각지에 광산을 소유하고 사치품 무역으로 거액의 부를 쌓았다.이 재력을 가지고 신성 로마 제국의 황제·로마 교황을 비롯하여 각국에 융자하여 때때로 유럽의 정치를 좌우하는 세력을 보였다. 그러나 그 경영은 투기적 이윤 획득을 근간으로 하는 것이었기 때문에 멕시코 은(銀)의 수입으로 비롯되는 유럽 가격 혁명(價格革命)이나 16세기에 거액을 빌려간 스페인의 국고 파산 등으로 인해서 몰락했다.

## 같이 보기
- 벨저가